# Kandlewo
Kandlewo (pol. hist. Kędlewo) – wieś w Polsce położona w województwie lubuskim, w powiecie wschowskim, w gminie Wschowa.

## Historia
Miejscowość pierwotnie związana była z Dolnym Śląskiem oraz Wielkopolską. Ma metrykę średniowieczną i istnieje co najmniej od XIV wieku. Wymieniona została po raz pierwszy w 1307 w łacińskim dokumencie pod nazwą Canidlow et iterum Canidlow, 1446 Candalow, 1531 Candlewo, 1535 Kandlyewo, 1566 Tandel, 1570 Kendlewo, Kęndliewo, 1944 Kandlau.
Wieś początkowo odnotowana jako własność książęca co potwierdza łaciński dokument z 1307, w którym książę wielkopolski i głogowski Henryk Wierny nadał w ramach uposażenia założonemu przez siebie klasztorowi klarysek w Głogowie m.in. obie wsie Kandlewo (łac. Canidlow et iterum Canidlow).
Wieś w części należała również do lokalnej szlachty wielkopolskiej. Została wielokrotnie odnotowana w archiwalnych dokumentach sądowych w sprawach karnych, cywilnych i majątkowych. W 1446 burgrabią kościański Dziersław Leszczyński był w sporze sądowym ze starostą wschowskim Janem Kotwiczem o to, że ten usunął go siłą z dzierżawy wsi Konradowo i Kandlewo., przez co Dziersław poniósł szkodę wysokości 200 grzywien. Kiedy Dziersław chciał sprawować sądy ławnicze do Kandlewa wraz ze swymi ludźmi przybył Jan. W 1570 Kasper Nostycz dziedzic w Drzewcach pozwał braci Szczepana, Stanisława, Bartłomieja, Andrzeja i Wacława Wilkowskich, dziedziców części w Jędrzychowicach, Kowalewie i Kandlewie o sumę 800 złotych węgierskich posagu Małgorzaty Taderówny żony zmarłego Jana Kotwicza Jędrzychowskiego, którą zapisał jej na częściach tych dóbr.
Miejscowość odnotowały historyczne regesty podatkowe. W 1531 odbył się pobór we wsi z 17 łanów po wiardunku, a także z 2 wiatraków po 6 groszy, z karczmy 6 groszy oraz od jednego łana opuszczonego. W 1535 pobór od dwóch kół młyńskich, 18 łanów oraz karczmy. W 1563 pobór z 18 łanów, 4 komorników, 3 wiatraków, 11 rzemieślników, karczmy. W 1566 pobór z 18 łanów po 20 groszy, 5 zagrodników z rolami po 4 grosze, 5 zagrodników bez roli po 2 grosze, 3 komorników po 4 grosze, 5 rzemieślników po 2 grosze, 3 wiatraki po 10 groszy. W 1570 miał miejsce pobór od 18 łanów, 3 wiatraków, 5 zagrodników z rolami, 5 bez ról, 7 rzemieślników, karczmy. W 1581 odnotowany został pobór z 18 łanów, 9 prętów, 7 zagrodników z rolami, 8 zagrodników bez roli, 9 rzemieślników, 5 komorników bez bydła oraz od dwóch wiatraków.
Wieś duchowna, własność Klasztoru Klarysek w Głogowie pod koniec XVI wieku leżała w ziemi wschowskiej województwa poznańskiego. W 1570 wieś leżała w powiecie wschowskim w Rzeczypospolitej Obojga Narodów.
W latach 1954–1972 wieś należała i była siedzibą władz gromady Kandlewo. W latach 1975–1998 miejscowość administracyjnie należała do województwa leszczyńskiego.
25 czerwca 2009 roku sołectwo zamieszkiwało 313 mieszkańców.